# KF Feronikeli
KF Feronikeli (albaneză Klubi Futbollistik Feronikeli), cunoscut ca și Feronikeli este un club profesionist de fotbal cu sediul în Drenas (sârbă Glogovac), Kosovo. Clubul activează în Superliga, cea mai valoroasă competiție de fotbal din țară.

## Istoric
Clubul a fost înființat în anul 1974, cu numele de Nikeli. În primăvara și vara anului 1974, sub coordonarea profesorului de educație-fizică Hashim Mala, s-a desfășurat o activitate intensă având ca scop formarea clubului de fotbal, înregistrarea și includerea acestuia în Liga Intermunicipală de Fotbal, fiind cunoscută sub denumirea de Liga Districtuală din Pristina.
La 8 aprilie 1974, o adunarea membrilor fondatori ai clubului de fotbal a avut loc în Sala de Adunare a Municipiului Drenas. Această adunare a hotărât înființarea clubului, numit Nikeli cu sediul în Drenas. Apoi, a fost aleasă conducerea clubului, președintele Tahir Ajazi, vicepreședintele Murtes Zogu, secretarul Jusuf Dobra, trezorierul Habib Kukiqi și membrii consiliului de administrație: Fetah Elshani, Ismail Bajraktari, Mehdi Bardhi, Nazif Sejda, Rade Jevremović, Remzi Heta și Sylejman Kastrati. Director tehnic a fost desemnat Mehdi Bardhi, iar antrenor al echipei a fost ales Hashim Mala.
În timp clubul a fost asociat NewCo Feronikeli, un complex de minerit și metalurgie, construit în 1984.

## Rezultate în ligă și cupă
În sezonul 2011-2012 a câștigat Liga e Parë (divizia a doua din Kosovo) și a promovat în Superliga.
| Sezon                  | Ligă                     | Ligă                     | Ligă                     | Ligă                     | Ligă                     | Ligă                     | Ligă                     | Ligă                     | Ligă                     | Cupa                    |
| ---------------------- | ------------------------ | ------------------------ | ------------------------ | ------------------------ | ------------------------ | ------------------------ | ------------------------ | ------------------------ | ------------------------ | ----------------------- |
| Sezon                  | Div                      | Poz                      | M                        | V                        | E                        | Î                        | GM                       | GP                       | P                        | Cupa                    |
| 2002-03                | II A                     | 3                        | 26                       | 12                       | 3                        | 11                       | 48                       | 44                       | 39                       | șaisprezecimi de finală |
| 2003-04                | II A                     | 3                        | 26                       | 16                       | 2                        | 8                        | 43                       | 34                       | 50                       | șaisprezecimi de finală |
| 2004-05                | II                       | 8                        | 32                       | 14                       | 3                        | 15                       | 50                       | 61                       | 45                       |                         |
| 2005-06                | S-a retras după etapa 16 | S-a retras după etapa 16 | S-a retras după etapa 16 | S-a retras după etapa 16 | S-a retras după etapa 16 | S-a retras după etapa 16 | S-a retras după etapa 16 | S-a retras după etapa 16 | S-a retras după etapa 16 | șaisprezecimi de finală |
| 2006-07                | II                       | 8                        | 26                       | 10                       | 3                        | 13                       | 46                       | 49                       | 33                       |                         |
| 2007-08                | II                       | 4                        | 26                       | 13                       | 7                        | 6                        | 56                       | 39                       | 46                       | șaisprezecimi de finală |
| 2008-09                | II                       | 5                        | 26                       | 13                       | 0                        | 13                       | 53                       | 41                       | 39                       | șaisprezecimi de finală |
| 2009-10                | II                       | 8                        | 26                       | 12                       | 4                        | 14                       | 48                       | 55                       | 40                       | șaisprezecimi de finală |
| 2010-11                | II                       | 10                       | 28                       | 11                       | 4                        | 13                       | 28                       | 40                       | 37                       |                         |
| 2011-12                | II                       | 1                        | 28                       | 18                       | 3                        | 7                        | 64                       | 28                       | 57                       | sferturi de finală      |
| 2012-13                | I                        | 5                        | 33                       | 12                       | 10                       | 11                       | 33                       | 45                       | 45                       | optimi de finală        |
| 2013-14                | I                        | 9                        | 33                       | 10                       | 11                       | 12                       | 28                       | 33                       | 41                       | câștigătoare            |
| 2014-15                | I                        | 1                        | 33                       | 19                       | 10                       | 4                        | 51                       | 25                       | 67                       | câștigătoare            |
| 2015-16                | I                        | 1                        | 33                       | 21                       | 6                        | 6                        | 53                       | 27                       | 69                       |                         |
| După afilierea la UEFA |                          |                          |                          |                          |                          |                          |                          |                          |                          |                         |
| 2016-17                | I                        | 4                        | 33                       | 20                       | 5                        | 8                        | 61                       | 27                       | 65                       | optimi de finală        |
| 2017-18                | I                        | 6                        | 33                       | 10                       | 18                       | 5                        | 32                       | 18                       | 48                       | șaisprezecimi de finală |
| 2018-19                | I                        | 1                        | 33                       | 25                       | 5                        | 3                        | 64                       | 14                       | 80                       | câștigătoare            |
| 2019-20                | I                        | 5                        | 33                       | 14                       | 5                        | 14                       | 50                       | 40                       | 47                       | semifinalistă           |
| 2020-21                | I                        | 7                        | 36                       | 10                       | 12                       | 14                       | 44                       | 36                       | 42                       | sferturi de finală      |
| 2021-22                | I                        | 10                       | 36                       | 3                        | 3                        | 30                       | 16                       | 98                       | 12                       | șaisprezecimi de finală |
| 2022-23                | IIA                      | 1                        | 27                       | 17                       | 6                        | 4                        | 49                       | 23                       | 57                       | optimi de finală        |
| 2023-24                | I                        |                          |                          |                          |                          |                          |                          |                          |                          |                         |

## Supercupa
KF Feronikeli a disputat meciul de supercupă din sezonul 2013-2014 în calitate de câștigătoare a cupei pe care l-a pierdut cu scorul de 2–0 în fața campioanei KF Kosova Vushtrri.
În sezoanele 2014-15 și 2018-19 trofeul i-a fost atribuit direct deoarece a câștigat atât cupa cât și campionatul.

## Meciuri în cupele europene
| Sezon     | Competiția         | Etapa           | Adversar             | Turul I | Turul II |
| --------- | ------------------ | --------------- | -------------------- | ------- | -------- |
| 2019-2020 | Liga Campionilor   | preliminarii sf | Lincoln Red Imps FC  | 1 – 0   | 1 – 0    |
| 2019-2020 | Liga Campionilor   | preliminarii f  | FC Santa Coloma      | 2 – 1   | 2 – 1    |
| 2019-2020 | Liga Campionilor   | calificări Q1   | The New Saints FC    | 2 – 2   | 0 – 1    |
| 2019-2020 | UEFA Europa League | calificări Q2   | ŠK Slovan Bratislava | 1 – 2   | 0 – 2    |